# Франческа Салвиати
Франчèска Салвиàти (на италиански: Francesca Salviati; * 23 август 1504, Флоренция, Флорентинско херцогство; † неизв.) е флорентинска благородничка от фамилията Салвиати, майка на папа Лъв XI и сестра на двама кардинали.

## Произход
Тя е дъщеря на флорентинския банкер Якопо Салвиати (1461 – 1533), син на Джовани Салвиати и Елена (или Мадалена) Гонди Буонделмонти, и на Лукреция Мария Ромола де Медичи (1470 – 1553), дъщеря на Лоренцо Великолепи, владетел на Флоренция, и съпругата му Клариса Орсини.
Франческа има десет братя и сестри:
- Джовани (1490 – 1553), флорентински дипломат и кардинал на Римокатолическата църква (от 1517 г.) , епископ на Италия, на Фермо (1518 – 1520) и на Ферара (1520 – 1550)
- Лоренцо (1492 – 1539), сенатор и меценат, съпруг на Констанца Конти
- Пиеро (неизв.), патриций
- Елена (ок. 1495 – 1552), ссъпруга на Палавичино Палавичино, маркиз на Бусето, и на Якопо V Апиано, господар на Пиомбино, пфалцграф
- Катерина (неизв.), съпруга на флорентинския историк Филипо Нерли
- Батиста (1498 – 1524), съпруг на Констанца де Барди
- Мария (1499 – 1543), съпруга на известния кондотиер Джовани деле Банде Нере. Благодарение на този брак се свързват основният клон на Медичите и Клон Пополано, и затова синът ѝ Козимо е извикан начело на Флорентинското херцогство, ставайки впоследствие 1-ви велик херцог на Тоскана.
- Луиза (неизв.), съпруга на Сиджизмондо II де Луна Монкада, граф на Калтабелота
- Бернардо (1508 – 1568), кондотиер, кардинал (от 1561)
- Аламано (1510 – 1571), патриций, съпруг на Констанца Серистори.

Някои членове на семейство Салвиати са замесени в заговора на Паци срещу семейство Медичи. Бракът на родителите на Франческа, напротив, трябва да консолидира съюзническите отношения между двата дома.
- Семейството на Франческа
- Якопо Салвиати,
 баща (вероятен портрет)
- Лукреция де Медичи,
 майка (вероятен портрет)
- Джовани,
 брат
- Бернардо,
 брат
- Мария, 
сестра
- Лоренцо Великолепни,
 дядо по майчина линия
- Клариса Орсини,
 баба по майчина линия

## Брак и потомство
Франческа Салвиати се омъжва два пъти:
∞ 1. за Пиеро Гуалтероти, от когото има една дъщеря:
- Мария Гуалтероти, ∞ за Филипо Салвиати

∞ 2. 1533 за Отавиано де Медичи (* 14 юли 1484, † 28 май 1546), син на Лоренцо ди Бернардето де Медичи и Катерина Нерли, гонфалониер на правосъдието (1531 – 1532), първи господар на Отаяно и родоначалник на клона на Медичи ди Отаяно, от когото има двама сина:
- Леоне де Медичи ди Отаяно († като бебе)
- Алесандро де Медичи ди Отаяно (* 2 юни 1535, Флоренция; † 27 април 1605, Рим), 232-ият папа на Католическата църква и владетел на Папската държава от 1 април 1605 г. до смъртта си на 27 април с името Лъв XI.

Завареният ѝ син Бернардето де Медичи се жени за Джулия де Медичи, дъщеря на флорентинския херцог Алесандро де Медичи.